# Italo Brancucci
Italo Brancucci (né en 1904 à La Spezia, en Ligurie et mort en 1958 à Rome) est un compositeur italien et un professeur de chant.

## Biographie
Italo Brancucci a enseigné au l'École de musique Arrigo Boito pendant plusieurs années. Plusieurs de ses élèves ont fait de brillantes carrières à l'opéra ; Luigi Infantino, Rinaldo Pelizzoni, Elvina Ramella, Ferruccio Tagliavini, et Renata Tebaldi.
Son opéra le plus connu en tant que compositeur est Fiorella, dont la première a eu lieu au Teatro Lirico Giuseppe Verdi de Trieste le 30 décembre 1936. L'opéra est ensuite interprété sur nombre de scène italiennes dont le Teatro Regio de Parme le 15 février 1938 avec Rina Corsi dans le rôle-titre et Franco Lo Giudice dans celui d'Eugène de Beauharnais.

## Sources
- Senza calare di tono: Il magistero culturale e musicale di Mario Dellapina by Ubaldo Delsante